# Енріке Гонсалес Касін
Енріке Гонсалес Касін (ісп. Enrique González Casín, нар. 16 травня 1990, Вальядолід) — іспанський футболіст, нападник клубу «Ейбар».

## Ігрова кар'єра
Народився 16 травня 1990 року в місті Вальядолід. Вихованець футбольної школи місцевого клубу «Реал Вальядолід». У дорослому футболі дебютував 2009 року виступами за його другу команду, а з наступного року почав залучатися до складу «основи». Втиім в основній команді так і не закріпився, граючи здебільшого на правах оренди за «УД Логроньєс» у Сегунді Б.
У 2013 році він підписав контракт з клубом «Гвадалахара», де зумів за сезон забити 23 голи у Сегунді Б, привернувши до себе увагу клубу вищого дивізіону «Альмерію», з якою 21 червня 2014 року підписав контракт на чотири роки. Він дебютував у Ла Лізі 12 вересня, замінивши Веллінгтона Сілву на 64-й хвилині домашнього матчу проти «Кордови» (1:1), але заграти у вищому дивізіоні не зумів, провівши лише 3 гри, тому 30 січня 2015 року він був відданий в оренду до кінця сезону у клуб Сегунди «Расінг» (Сантандер). Після повернення з оренди Гонсалес став основним гравцем «Альмерії», яка вилетіла до другого дивізіону, забивши там 31 гол протягом двох сезонів.
Згодом по сезону провів у складі інших команд Сегунди «Осасуна» та «Депортіво», а 14 липня 2019 року приєднався до лав вищолігового «Ейбара». У новій команді не був основним нападником, не забивши за два сезони у Ла Лізі жодного голу в 27 іграх, після чого 2021 року команди вилетіла в Сегунду.